# Pont Salario
Le pont Salario (en italien, Ponte Salario ; en latin, Pons Salarius) est un pont italien d'origine romaine ou étrusque situé à la périphérie de Rome, à environ 3 km de la porte Colline. Du fait de sa position stratégique, il fut le théâtre de nombreuses luttes pour le contrôle de la « Ville Éternelle », et fut détruit ou endommagé à plusieurs reprises. Le pont était doté d'une tour défensive qui fut démolie en 1829.

## Histoire
Le pont Salario, grâce auquel la Via Salaria traverse la rivière Aniene pour entrer dans Rome, fut construit dans l'Antiquité romaine à une date indéterminée.
C'est sur ce pont qu'en 361 av. J.-C., le jeune noble romain Titus Manlius tua un guerrier celte qui l'avait défié au combat pour décider laquelle des deux nations était la plus vaillante dans la guerre.
Au début du Moyen Âge, le pont fut détruit en 547, lors des guerres gothiques, par Totila, roi des Ostrogoths ; le général byzantin Narsès entreprit sa restauration en 565.
En 728, le pont Salario fut le théâtre d'une bataille entre les guerriers lombards du duché de Spolète et de Tuscie, et les soldats byzantins de Paul, exarque de Ravenne.
Au XIVe siècle, les mercenaires bretons et gascons (dirigés par Bernardon de la Salle) au service du cardinal Robert de Genève (le futur antipape Clément VII) écrasèrent en 1378 sur le pont Salario, les soldats romains partisans du pape Urbain VI.
Le pont, détruit par les Napolitains en 1799 pour ralentir la progression des troupes françaises, fut rebâti avant d'être endommagé en 1849 par les troupes impériales françaises du général Oudinot. Il a été une dernière fois détruit en 1867, toujours par les troupes françaises, alliées du pape Pie IX, en guerre contre les Chemises rouges de Garibaldi.
Reconstruit en 1930, le pont Salario conserve seulement une partie de ses structures romaine et byzantine.

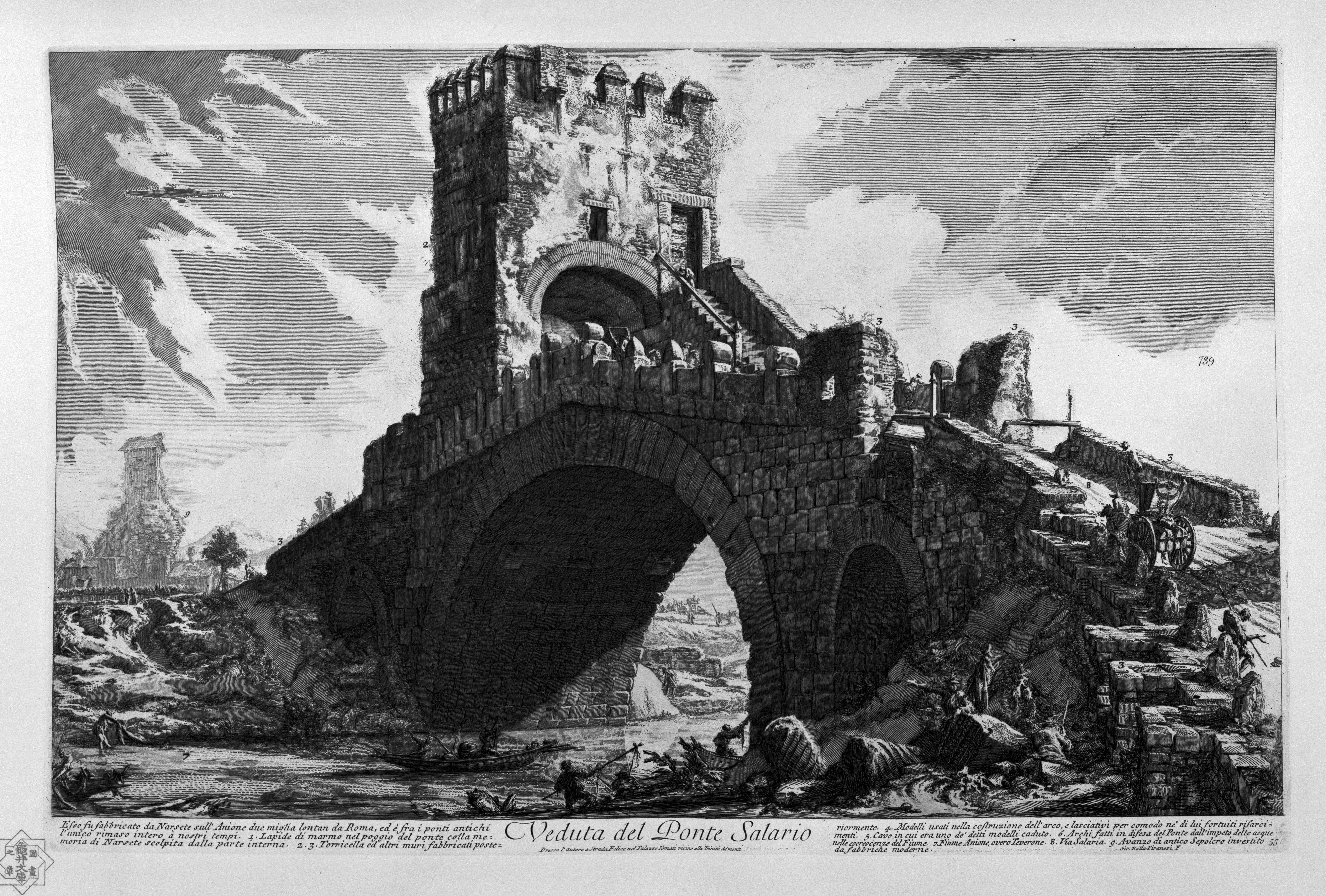
Pont Salario : gravure italienne de Giovanni Battista Piranesi (vers 1760)
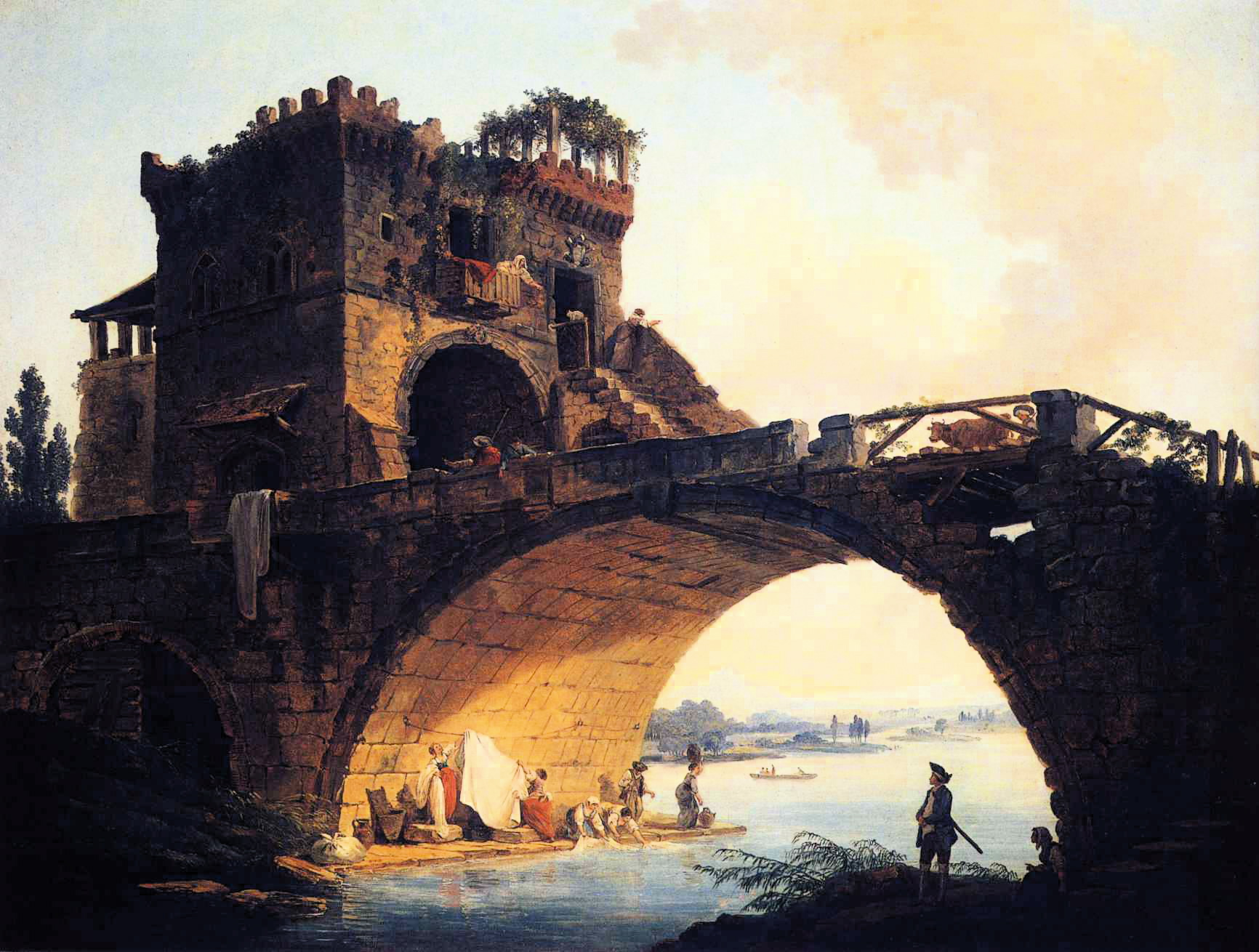
Le Vieux Pont : peinture à l'huile de Hubert Robert (vers 1775)
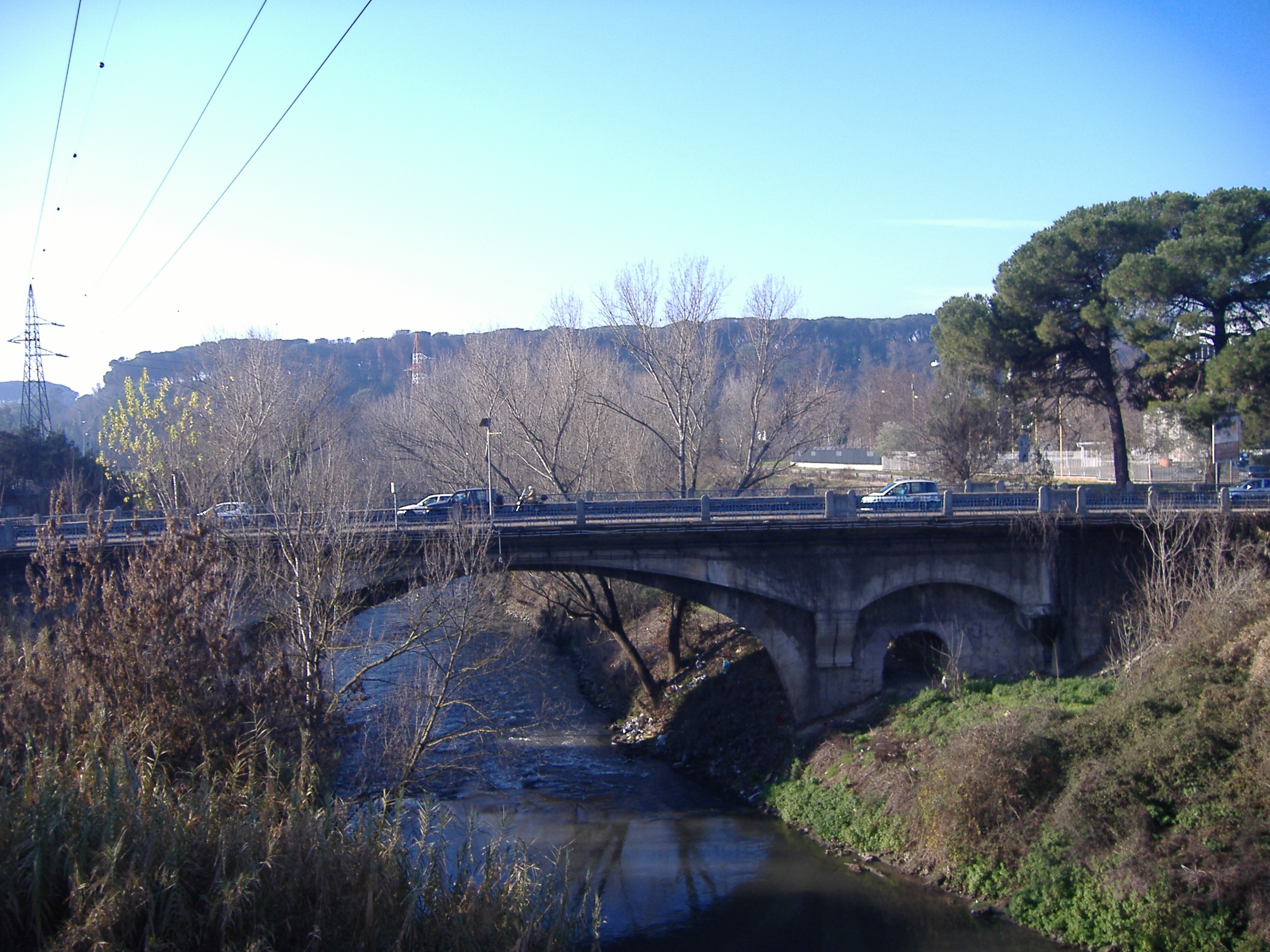
Le pont Salario en 2007